# Tribunal judiciaire de Nanterre
Le tribunal judiciaire de Nanterre  (tribunal de grande instance jusqu'en 2019) est une juridiction française de première instance et de droit commun, compétente pour l'ensemble du département des Hauts-de-Seine. Il dépend de la cour d'appel de Versailles.  
Son président est Benjamin Deparis depuis août 2022 et le procureur de la République près ce tribunal est Pascal Prache depuis juin 2021,,. 

## Organisation
Le tribunal est organisé de la façon suivante :

### Pôle civil
- 1re chambre : presse et communication, contrats, contrefaçon et concurrence déloyale, droit international privé, immunité d'Etats étrangers
- 2e chambre : médical, accidents de la circulation et préjudice corporel, immobilier et assurances
- 6e chambre : droit bancaire et financier
- 7e chambre : Travaux, construction, contrats de prestations de service
- 8e chambre : copropriété, propriété commerciale
- 9e chambre : juge de l'exécution
- Pôle famille : affaires familiales (section 1), état des personnes (section 2), patrimoine de la famille (section 3)
- Pôles des affaires sociales : social, conflits collectifs du travail, départage prud'homal
- Pôle des urgences civiles et de l'exécution : service du contrôle des expertises, service des procédures collectives, urgences civiles générales

### Pôle pénal
- Tribunal correctionnel : 
  - 11e chambre : délits routiers
  - 12e chambre : trafic de stupéfiants et proxénétisme
  - 13e chambre : vols, recels, violences, agressions, dégradations, outrages
  - 14e chambre : délits financiers et commerciaux, presse et communication, faux, escroquerie, fraudes électorales
  - 15e chambre : délits économiques et financiers, santé publique, droit médical
  - 16e chambre : comparutions immédiates
  - 17e chambre : travail et urbanisme
  - 18e chambre : service général et particulièrement homicides involontaires, extorsions, fausse monnaie
  - 19e chambre : intérêts civils
  - 20e chambre : violences sur mineurs, violences conjugales, agressions sexuelles
- Tribunal de police (chambre unique)
- Tribunal pour enfants (chambre unique)
- Service des juges des enfants (audiences de cabinet hors tribunal pour enfants)
- Service de l'instruction
  - service général
  - service économique et financier
- Service des juges des libertés et de la détention
- La cour d'assises des Hauts-de-Seine, qui est une formation de la cour d'appel de Versailles, siège au tribunal judiciaire de Nanterre.

## Tribunaux de proximité
Plusieurs tribunaux de proximité (tribunaux d'instance jusqu'en 2019) dépendent du tribunal de Nanterre :
- Tribunal de proximité d'Antony ;
- Tribunal de proximité d'Asnières sur Seine ;
- Tribunal de proximité de Boulogne Billancourt ;
- Tribunal de proximité de Colombes ;
- Tribunal de proximité de Courbevoie ;
- Tribunal de proximité de Puteaux ;
- Tribunal de proximité de Vanves.

## Emplacement
Le tribunal siège dans un bâtiment situé 179-191 avenue Joliot-Curie datant de 1974 et conçu par l'architecte André Wogenscky (1916-2004), qui fut le principal collaborateur du Corbusier et également l'architecte de la préfecture du département.
Avant 1974, le tribunal a siégé plusieurs années dans des bâtiments provisoire rue d'Arras puis rue de la Garenne.  
Une annexe accueillant certains services du tribunal a été construite en 1996 avenue Pablo Neruda.